# Stephen Joseph Rossetti
Stephen Joseph Rossetti (Marcellus, 15 de junho de 1951) é um padre católico americano, autor, educador, exorcista, psicólogo licenciado e especialista em questões de bem-estar psicológico e espiritual para padres católicos. Ele apareceu em programas de televisão como Meet the Press e Larry King Live. Ele atuou como presidente e CEO do Saint Luke Institute em Silver Spring, Maryland de 1996 a 2009 e como presidente de 2013 a 2014. Em outubro de 2009, Rossetti deixou este cargo e, em janeiro de 2010, ingressou no corpo docente da Universidade Católica da América para lecionar na Escola de Teologia e Estudos Religiosos. Desde 2009, ele também serviu como capelão do Washington Nationals.

## Educação
Rossetti se formou na Academia da Força Aérea dos Estados Unidos em Colorado Springs, Colorado em 1973 e foi comissionado como segundo-tenente na USAF. Ele recebeu um diploma de MA em ciência política pela Universidade de Pittsburgh e serviu na inteligência da Força Aérea. Em 1980, ele entrou no seminário, Theological College, na Universidade Católica da América em Washington, D.C., onde obteve o título de Doutor em Ministério. Em 1994, ele recebeu um Ph.D. em aconselhamento psicológico pelo Boston College.

## Tarefas pastorais
Em 1984 foi ordenado sacerdote na Diocese de Siracusa. Após a ordenação, ele serviu em duas paróquias: St Patrick em Binghamton, Nova York e St. James em Johnson City, Nova York. Em 1993, Rossetti ingressou na equipe do Saint Luke Institute em Maryland, tornando-se logo vice-presidente executivo. Em 1996, ele foi nomeado presidente e CEO do instituto. Em 2009, Rossetti deixou o cargo e, em 2010, ingressou no corpo docente da Universidade Católica da América em Washington, D.C. Ele retornou ao Saint Luke Institute de 2013 a 2014.

## Trabalho de bem-estar e espiritualidade do padre
Rossetti tem sido um líder na pesquisa e promoção do bem-estar e da espiritualidade do sacerdócio. Ele conduziu dezenas de workshops para padres nos Estados Unidos e no exterior promovendo o bem-estar psicoespiritual e escreveu dezenas de artigos promovendo o bem-estar sacerdotal e abordando tópicos como integração saudável da sexualidade, controle da raiva, estresse no ministério e identidade sacerdotal.
Seu livro The Joy of Priesthood destaca a importância dos sacerdotes viverem uma vida celibatária com integridade. A tese principal do livro é que, apesar de seus desafios e lutas, há uma grande alegria em ser um padre católico. Em 1985, Rossetti publicou um estudo sobre a vida e o moral dos sacerdotes. Ele pesquisou 1.286 padres católicos de todo os Estados Unidos e descobriu que os padres católicos relatam ser, em geral, um grupo de homens satisfeitos e realizados. Mais de 80% afirmaram “Meu moral está bom” e mais de 90% concordaram que “No geral, sou feliz como sacerdote”.
Em 2011, Monsenhor Rossetti publicou um estudo de pesquisa de referência, Why Priests are Happy: A Study of the Psychological and Spiritual Health of Priests, sobre o bem-estar e espiritualidade sacerdotal. Usando testes psicológicos padronizados e dados científicos sobre 2.486 padres de todo os Estados Unidos, os resultados mostraram que os padres são psicologicamente um pouco mais saudáveis do que a população em geral, significativamente menos esgotados e muito mais felizes do que o americano médio. Sua pesquisa estatística sugere várias razões para esse alto grau de felicidade e bem-estar, incluindo: os padres gostam de ser e ministrar como padres; relatam relações pessoais fortes com os leigos e outros padres; e eles relatam um relacionamento direto e nutritivo com Deus.

## Proponente do uso da psicologia na reflexão teológica
Rossetti foi um escritor franco, conferencista e defensor da importância de usar os insights da psicologia moderna em colaboração com a teologia católica ortodoxa. Como padre católico ordenado e psicólogo licenciado, ele disse que não há contradição inerente entre as verdades reais descobertas por uma ciência secular e as crenças da fé católica. Essa percepção é um ensino consistente da Igreja Católica. (Ver Fides et Ratio, encíclica de João Paulo II.)
Rossetti acredita que compreender e integrar a psicologia e os ensinamentos da Igreja é uma tarefa importante para os ministros e psicólogos católicos. O programa de cura do Saint Luke Institute, um centro de tratamento e educação de saúde mental para padres católicos e outros católicos que Rossetti dirigiu de 1996 a 2009, tornou-se um modelo para este “casamento” entre as melhores práticas em psicologia e psiquiatria e teologia católica.

## Ativista na prevenção do abuso infantil
Por meio de seus escritos, workshops, pesquisas e participação em forças-tarefa, Rossetti tem trabalhado na prevenção do abuso sexual infantil e na conscientização sobre os efeitos nas vítimas. Ele também trabalhou no desenvolvimento de tratamento e supervisão mais eficazes de infratores e na criação de políticas institucionais que promovam ações de educação e prevenção.
Foi membro do “Think Tank” de 1993 da Conferência dos Bispos Católicos dos Estados Unidos (USCCB) sobre o abuso sexual infantil. O grupo produziu recomendações publicadas pelo Secretariado para a Vida Sacerdotal e Ministério da USCCB, dizendo: “Estamos preocupados que a autoridade e credibilidade da hierarquia nos Estados Unidos estejam diminuindo devido à percepção de uma incapacidade de lidar de forma mais eficaz com o problema do abuso sexual infantil... Nós exortamos os bispos a responder a esta tragédia de forma decisiva, pastoral e imediata. ”  Muitas das recomendações foram finalmente adotadas depois que a crise dos abusos sexuais de 2002 estourou.
Em 1994, Rossetti foi membro do conselho fundador do Interfaith Sexual Trauma Institute, que promove a prevenção de [abuso sexual], exploração e assédio por meio de pesquisa, educação e publicação.
Rossetti foi um dos consultores originais em 1998 que ajudou a desenvolver o programa de prevenção de abuso infantil do National Catholic Risk Retention Group chamado VIRTUS. Ele foi um consultor especialista da Conferência Episcopal dos Estados Unidos dos Bispos Católicos Comitê Ad Hoc sobre Abuso Sexual, que elaborou a Carta de 2002 para a Proteção de Crianças e Jovens - comumente chamada de "Carta de Dallas". Ele também participou do Simpósio do Vaticano sobre abuso infantil, em abril de 2003, patrocinado pela Pontifícia Academia para a Vida O Simpósio foi convocado para “fornecer uma compreensão mais profunda dessas questões dentro dos círculos da Igreja e facilitar o contato entre a Igreja e o mundo da ciência”.
Rossetti publicou um estudo documentando o dano espiritual às vítimas de abuso sexual infantil por padres católicos em 1995. Em 1997, ele publicou um estudo que demonstrou que congregações inteiras são prejudicadas quando seu padre comete abuso sexual infantil. Uma das conclusões do estudo foi: “para a igreja demonstrar aos católicos, especialmente aos paroquianos de um padre acusado, uma resposta rápida, confiável e preocupada às alegações de má conduta do clero”. Pouco depois de se tornar presidente do Saint Luke Institute em 1997, Rossetti instituiu a política de recomendar às dioceses e ordens religiosas que padres ou religiosos, por terem molestado sexualmente um menor no passado, nunca sejam devolvidos a nenhum trabalho não supervisionado ou contato com menores. Ele afirmou que “um caso [de abuso] é demais”. Durante seu mandato como presidente, o Instituto São Lucas tratou 150 padres que haviam abusado sexualmente de menores, sendo que quatro deles tiveram recaídas, resultando em uma taxa de recaída muito baixa de 2,7%.
Em fevereiro de 2012, Mons. Rossetti foi um orador convidado da Universidade Gregoriana no simpósio internacional de Roma sobre o abuso sexual de menores, que contou com a presença de bispos e superiores religiosos que representam a Igreja Católica em todo o mundo. Seu artigo intitulado Learning From Our Mistakes, destacou seis erros comuns que a liderança da Igreja cometeu ao lidar com o abuso sexual infantil, incluindo ser manipulado por criminosos e não ouvir primeiro as vítimas, subestimar a prevalência do abuso sexual infantil, acreditar que os perpetradores poderiam ser curados e perdão sem risco, mal-entendido e colocá-los de volta em um ministério não supervisionado, formação humana insuficiente de padres (especialmente em sexualidade humana), e perder as “bandeiras vermelhas” de abuso iminente. Rossetti fez um apelo para que outras organizações da Igreja em todo o mundo aprendam com esses erros e implementem programas seguros para crianças imediatamente para que a Igreja se torne “um líder internacional na promoção da segurança e do bem-estar das crianças”.
Ele também recomendou uma “política de vítimas em primeiro lugar”, relatando todas as alegações às autoridades civis, desenvolvendo planos de segurança para supervisionar os perpetradores, fortes programas de educação de segurança para crianças em toda a Igreja, melhor triagem e formação para os candidatos ao sacerdócio e melhor educação para os líderes da Igreja reconhecer e intervir antes que ocorra o abuso. Ele previu que a política de “tolerância zero” dos Estados Unidos se tornaria necessária e eventualmente a política da Igreja em todo o mundo. Ele terminou sua palestra dizendo: “Nosso chamado é nos tornarmos a voz de milhões de crianças abusadas. Devemos ficar ao lado daqueles que estão feridos e sofrendo. Um dia, as vítimas de abuso sexual infantil nos verão, não como seus inimigos, mas como seus defensores e amigos. Esse dia ainda não chegou totalmente e, portanto, ainda não somos totalmente a Igreja que fomos chamados a ser”.

## Autor de espiritualidade
Rossetti continua escrevendo e falando na área da espiritualidade. Ele tem vários livros sobre oração e vida espiritual, como I Am Awake, Fire on the Earth e When the Lion Roars. Esses livros apresentam ao leitor a vida espiritual e a vida de oração. Sua obra editada, Behold Your Mother, incentiva a devoção à Bem-aventurada Virgem Maria. Rossetti foi um monge cartuxo e noviço por um breve período de tempo antes de entrar no sacerdócio diocesano. Em setembro de 2009, a Ave Maria Press lançou seu livro: "Born of the Eucharist: A Spirituality for Priests”. Em outubro de 2013, a Ave Maria Press publicouLetters to My Brothers: Words of Hope and Challenge for Priests.
Monsenhor Rossetti também escreve no blog catholicexorcism.org.

## Honras
- Doutor em Divindade, honoris causa, Seminário e Universidade Santa Maria, maio de 2013[20]
- Prêmio de Liderança do Seminário Papa João Paulo II da National Catholic Educational Association, 2013.
- Prêmio Touchstone da Federação Nacional do Conselho dos Padres, 2010.
- Conferência de Honra Papal de Monsenhor, categoria de Capelão de Sua Santidade, 19 de novembro de 2006.
- Prêmio do livro da Catholic Press Association para The Joy of Priesthood. Notre Dame, IN: Ave Maria Press, 2005.
- Prêmio Alumnus Lifetime Service da Theological College da The Catholic University of America, outubro de 2004.
- Prêmio Sacerdote Distinto da Sociedade John Carroll da Arquidiocese de Washington (DC) por contribuição significativa ao ministério da saúde, 2 de abril de 2000.
- Prêmio Proclaim da Conferência Católica dos Estados Unidos, Campanha de Comunicações Católicas, 1994.

## Livros
- Letters to My Brothers: Words of Hope and Challenge for Priests. Notre Dame, IN: Ave Maria Press, 2013.
- Why Priests are Happy: A Study of the Psychological and Spiritual Health of Priests. Notre Dame, IN.: Ave Maria Press, 2011.
- Rossetti, Stephen J. ed. Born of the Eucharist: A Spirituality for Priests.  Notre Dame, IN: Ave Maria P. 2009.
- Rossetti, Stephen J. ed. Behold Your Mother: Priests Speak About Mary. Notre Dame, IN: Ave Maria P, 2007.
- The Joy of Priesthood. Notre Dame, IN: Ave Maria Press, 2005.
- When the Lion Roars: A Primer for the Unsuspecting Mystic. Ave Maria Press, 2003.
- A Tragic Grace: The Catholic Church and Child Sexual Abuse. ISTI Books, Liturgical Press, 1996.
- Rossetti, Stephen J. ed. Slayer of the Soul: Child Sexual Abuse and the Catholic Church. Mystic, CT: Twenty- Third Publications, 1990.
- A Fire On The Earth: Daily Living in the Kingdom of God. Mystic, CT: Twenty- Third Publications, 1989.
- I Am Awake. Paulist Press. 1987.
- Diary of an American Exorcist: Demons, Possession, and the Modern-Day Battle against Ancient Evil. Manchester, NH: Sophia Institute Press, 2021.